# La Boissière-du-Doré
La Boissière-du-Doré – miejscowość i gmina we Francji, w regionie Kraj Loary, w departamencie Loara Atlantycka.
Według danych na rok 2010 gminę zamieszkiwało 913 osób, a gęstość zaludnienia wynosiła 97 osób/km².